# Rasmus Elm
Rasmus Christoffer Elm (* 17. März 1988 in Kalmar) ist ein ehemaliger schwedischer Fußballspieler. Der Mittelfeldspieler, der 2009 in der schwedischen Nationalmannschaft debütierte, gewann mit Kalmar FF den schwedischen Meistertitel und den Landespokal und mit ZSKA Moskau zweimal den russischen Meistertitel. Er ist der Bruder von David und Viktor Elm, die ebenfalls Profifußballer sind und lange Zeit gemeinsam bei KFF unter Vertrag standen.

## Werdegang

### Karrierestart und Nationalmannschaftsdebüt
Elm begann mit dem Fußballspielen bei Johansfors IF. Über Emmaboda IS kam der Mittelfeldspieler zu Kalmar FF. In seiner ersten Spielzeit beim Klub, der Saison 2005, kam er gleich in der Allsvenskan zu seinem Profidebüt. In den folgenden Spielzeiten kam er regelmäßig zum Einsatz und half somit dem Klub, sich in der Spitzengruppe der schwedischen Eliteklasse zu etablieren. 
Im Laufe der Spielzeit 2007 machte Elm Tommy Söderberg, den Trainer der schwedischen U 21-Auswahl, auf sich aufmerksam. Am 21. August des Jahres debütierte er in der Juniorennationalmannschaft, als er bei der umkämpften 3:4-Niederlage gegen die walisische U 21-Auswahl in der 64. Spielminute für Andrés Vásquez eingewechselt wurde. In den folgenden Spielen des Jahres 2007 gehörte er zwar dauernd zum Kader, stand aber nur zweimal in der Startelf. Parallel erreichte er mit seiner Vereinsmannschaft das Endspiel um den schwedischen Pokal gegen IFK Göteborg. An der Seite seiner Brüder gelang durch Treffer von César Santin, der zweifach erfolgreich war, und Patrik Ingelsten ein 3:0-Erfolg und damit der erste Titelgewinn. In der folgenden Spielzeit dominierte er mit seiner Mannschaft die Allsvenskan und trug in 27 Saisonspielen, in denen er fünf Tore erzielte, zum Gewinn des Lennart-Johansson-Pokals als Landesmeister bei. Zudem erreichte KFF erneut das Pokalfinale gegen IFK Göteborg. Im Finalspiel stand er in der Startformation, ehe er in der 79. Spielminute durch seinen Bruder David ersetzt wurde. Das mögliche Double verpasste er durch eine Niederlage im Elfmeterschießen.
Anfang 2009 nominierte Nationaltrainer Lars Lagerbäck Elm für eine Nordamerikatour der A-Nationalmannschaft. Am 24. Januar des Jahres debütierte er als Einwechselspieler bei der 2:3-Niederlage gegen die US-Nationalmannschaft, als er ab der 62. Spielminute Andreas Dahl ersetzte. In der Folge konnte er sich in der Auswahlmannschaft etablieren und kam auch im Rahmen der Qualifikation zur Weltmeisterschaft 2010 zum Einsatz. Darüber hinaus stand er bis zur Sommerpause in allen zwölf Ligapartien für KFF in der Startelf. Obwohl er für die U-21-Auswahl im Kalenderjahr keine Partie mehr bestritten hatte, nominierten ihn Ende Mai die Auswahltrainer Söderberg und Jörgen Lennartsson für die U-21-Europameisterschaftsendrunde im Sommer im eigenen Land. Beim Turnier lief er in allen vier Partien der Schweden auf, im ersten Spiel gegen Belarus erzielte er beim 5:1-Erfolg das Tor zum zwischenzeitlichen 1:1-Ausgleich. Im Halbfinale scheiterte die Mannschaft im Elfmeterschießen an England.

### Wechsel ins Ausland
Durch seine Auftritte in den Auswahlmannschaften machte Elm über die Landesgrenzen auf sich aufmerksam. Ende August 2009 wechselte er in die niederländische Ehrendivision zum amtierenden Meister AZ Alkmaar. Beim Klub aus der Provinz Nordholland unterschrieb er einen Kontrakt mit vier Jahren Laufzeit. Hier war er in den folgenden Jahren Stammspieler. Zunächst anfangs noch in der Qualifikation für die U-21-Europameisterschaft 2011 in der Juniorenauswahl aktiv, rückte er alsbald dauerhaft in den Kader der A-Nationalmannschaft. Mit der Auswahlmannschaft verpasste er jedoch die Qualifikation für die Weltmeisterschaft 2010.
Mit seinem Klub belegte Elm Plätze im vorderen Tabellendrittel der niederländischen Meisterschaft und qualifizierte sich regelmäßig für den Europapokal. Parallel hielt er sich im Kader der Landesauswahl, in der er zwischen Startelf und Ersatzbank schwankte. Als bester Gruppenzweiter qualifizierte sich die Nationalmannschaft hinter der niederländischen Auswahlmannschaft direkt für die Europameisterschaftsendrunde 2012. Dort stand er bei den Niederlagen gegen die Ukraine und England in der Startformation, nachdem bereits frühzeitig das Ausscheiden feststand, verzichtete Nationaltrainer Erik Hamrén auf einen Einsatz Elms im letzten Gruppenspiel gegen Frankreich.
Nach dem Turnier wechselte Elm nach Russland und schloss sich ZSKA Moskau an. Mit fünf Toren trug er in seinem ersten Jahr zum Gewinn des russischen Meistertitels bei. Im Sommer 2013 fiel er zeitweise verletzt aus. Kurze Zeit nach seiner Genesung stand er beim WM-Qualifikationsspiel in Berlin gegen Deutschland auf dem Platz, bei dem er nach einem 0:4-Rückstand in der Nachspielzeit den Ausgleichstreffer zum 4:4-Unentschieden erzielte. Bereits wenige Tage später fiel er erneut verletzt aus. Letztlich standen für ihn 21 Ligaspiele bis zum Saisonende zu Buche, erneut gewann er mit der Mannschaft den Meistertitel. Nach einer Erkrankung des Magen-Darm-Trakts, bei der es unter Anstrengung zu Magenbluten kam, verpasste er die komplette Hinrunde der Spielzeit 2014/15. Daraufhin lösten Verein und Spieler im Januar 2015 seinen Vertrag in gegenseitigem Einvernehmen auf.

### Rückkehr nach Schweden
Wenige Tage nach seiner Vertragsauflösung in Russland unterzeichnete Elm einen bis Sommer 2016 laufenden Kontrakt bei seinem ehemaligen Klub Kalmar FF. Aufgrund anhaltender gesundheitlicher Probleme kam Elm in vier Jahren nur auf 72 Spiele, weswegen er zum Saisonende 2018/19 auch seine Karriere beendete.